# Pitthea lacunata
Pitthea lacunata är en fjärilsart som beskrevs av Louis Beethoven Prout. Pitthea lacunata ingår i släktet Pitthea och familjen mätare. Inga underarter finns listade i Catalogue of Life.